# Класея
Класея, или Клазея (лат. Klasea), — род травянистых растений семейства Астровые (Asteraceae), распространённый в Евразии и в Северной Африке.
Иногда рассматривается в ранге секции в составе рода Серпуха (Serratula sect. Klasea).
Род назван в честь шведского врача из Йёнчёпинга Ларса Магнуса Класе (1722—1766), студента Карла Линнея.

## Ботаническое описание
Многолетние неколючие травы. Листья перисто-лопастные, перисто-раздельные или перисто-рассечёные, редко цельные, жёсткие или мягкие, край цельный, пильчатый или зубчатый.
Корзинки одиночные на конце стебля и ветвей или собраны в метёлку, редко густую щитковидную. Обёртка шаровидная, яйцевидная, полушаровидная или чашевидная; листочки жёсткие, черепитчатые, в 4—10 рядах. Цветки обоеполые, одинаковые. Венчик пурпурный, розовый, желтоватый, редко почти белый. Рыльце коротко двулопастное. Семянки голые, линейно-продолговатые, бороздчатые, паппус беловатый или желтовато-коричневый. x=15.

## Виды
Род включает 45—65 видов:
- Klasea algarbiensis (Cantó) Cantó
- Klasea aphyllopoda (Iljin) Holub — Класея голоногая
- Klasea aznavouriana (Bornm.) Greuter & Wagenitz
- Klasea boetica (Boiss. ex DC.) Holub
- Klasea ×bogdensis L.Martins
- Klasea bornmuelleri (Azn.) Greuter & Wagenitz
- Klasea bulgarica (Acht. & Stoj.) Holub — Класея болгарская
- Klasea calcarea (Mozaff.) Ranjbar & Negaresh
- Klasea cardunculus (Pall.) Holub — Класея чертополоховая
- Klasea centauroides (L.) Cass. ex Kitag. typus[1] — Класея васильковая
- Klasea cerinthifolia (Sm.) Greuter & Wagenitz
- Klasea chartacea (C.Winkl.) L.Martins — Класея бумажистая
- Klasea coriacea (Fisch. & C.A.Mey. ex DC.) Holub — Класея кожистая
- Klasea cretica (Turrill) Holub
- Klasea dissecta (Ledeb.) L.Martins — Класея рассечённая
- Klasea donetzica (Dubovik) Holub — Класея донецкая
- Klasea erucifolia (L.) Greuter & Wagenitz — Класея эруколистная
- Klasea flavescens (L.) Holub
- Klasea gmelinii (Tausch) Holub — Класея Гмелина
- Klasea gracillima (Rech.f.) L.Martins
- Klasea grandifolia (P.H.Davis) Greuter & Wagenitz
- Klasea hakkiarica (P.H.Davis) Greuter & Wagenitz
- Klasea hastifolia (Korovin & Kult. ex Iljin) L.Martins — Класея копьелистная
- Klasea haussknechtii (Boiss.) Holub
- Klasea integrifolia (Vahl) Greuter
- Klasea khorasanica Ranjbar, Negaresh & Joharchi
- Klasea khuzistanica (Mozaff.) Mozaff. ex Hidalgo
- Klasea kotschyi (Boiss.) Greuter & Wagenitz
- Klasea kurdica (Post) Greuter & Wagenitz
- Klasea lasiocephala (Bornm.) Greuter & Wagenitz
- Klasea latifolia (Boiss.) L.Martins — Класея широколистная
- Klasea legionensis (Lacaita) Holub
- Klasea leptoclada (Bornm. & Sint.) L.Martins — Класея тонкостебельная
- Klasea litwinowii (Iljin) Ranjbar & Negaresh — Класея Литвинова
- Klasea lycopifolia (Vill.) Á.Löve & D.Löve — Класея зюзниколистная
- Klasea lyratifolia (Schrenk) L.Martins — Класея лиролистная
- Klasea marginata (Tausch) Kitag. — Класея окаймлённая
- Klasea melanocheila (Boiss. & Hausskn.) Holub
- Klasea moreana Greuter
- Klasea mouterdei (Arènes) Greuter & Wagenitz
- Klasea nana Ranjbar & Negaresh
- Klasea nudicaulis (L.) Fourr.
- Klasea oligocephala (DC.) Greuter & Wagenitz
- Klasea pallida (DC.) Holub
- Klasea paradoxa (Mozaff.) Ranjbar & Negaresh
- Klasea pinnatifida (Cav.) Talavera
- Klasea procumbens (Regel) Holub — Класея лежачая
- Klasea pusilla (Labill.) Greuter & Wagenitz
- Klasea quinquefolia (Willd.) Greuter & Wagenitz — Класея пятилистная
- Klasea radiata (Waldst. & Kit.) Á.Löve & D.Löve — Класея лучистая
- Klasea sanandajensis Ranjbar & Negaresh
- Klasea serratuloides (Fisch. & C.A.Mey. ex DC.) Greuter & Wagenitz — Класея серпуховидная
- Klasea sogdiana (Bunge) L.Martins — Класея согдийская
- Klasea suffruticulosa (Schrenk) L.Martins — Класея полукустарниковая
- Klasea suffulta (Rech.f.) L.Martins
- Klasea tanaitica (P.A.Smirn.) Holub — Класея донская
- Klasea turkica Yıld.
- Klasea viciifolia (Boiss. & Hausskn.) L.Martins
- Klasea yunus-emrei B.Doğan, Ocak & A.Duran